# Almir Tolja
Almir Tolja (ur. 25 października 1974 w Travniku) – bośniacki piłkarz grający na pozycji bramkarza, obecnie reprezentujący irański klub Saba Battery.

## Reprezentacja
W reprezentacji zagrał czternastokrotnie. Ostatnio wystąpił podczas eliminacji do Euro 2008, zastępując po 45 minutach gry Kenana Hasagicia.

## Saba Battery
Almir Tolja dołączył do Saba Battery w 2006 roku. W tamtemszym klubie jest jedynym piłkarzem spoza Iranu Obecnie gra w bośniackiej drużynie narodowej.